# 게인 그라운드
《게인 그라운드》(Gain Ground, ゲイングランド)는 아케이드 게임의 하나이다.

## 게임요령
주어진 군인의 숫자대로 조작이 가능하며 적을 모두 섬멸하거나 플레이어에게 할당된 군인들이 모두 EXIT지점으로 빠져나가면 해당 스테이지를 클리어하게 된다. 또한 군인이 전사하면 SD화 되는데 이 군인을 구출하기 전에 또 죽으면 먼저 죽은 군인은 영원히 죽게 된다. 제한 시간 내에 클리어하지 못하면 EXIT 지점으로 빠져나간 군인을 제외하고 몰살된다. 원래 포로로 잡혀있거나 죽어서 SD화되어있는 군인을 데리고 EXIT지점으로 빠져나가면 그 군인을 다음 스테이지에서 다시 사용할 수 있다. 단, 보스전과 같이 출구가 없는 스테이지의 경우 SD화 된 군인을 살릴 방법은 없다.

## 각 스테이지
첫 번째 스테이지는 원시시대, 두 번째 스테이지는 중세시대, 세 번째 스테이는 일본의 전국시대, 네 번째 스테이지는 2차 세계대전 시대, 다섯 번째 스테이지는 미래에 해당되며 EASY모드를 선택할 경우 네 번째 스테이지가 생략된다.

### 스테이지1
원시시대로서 적의 졸개는 전부 한 대 맞으면 죽는다. 1-6스테이지에서 중간보스로 입에서 불을 뿜는 석상 1개가 등장한다.
- 보스 - 입에서 불을 뿜는 석상 5개
- 중간보스 - 입에서 불을 뿜는 석상
- 일반 몬스터 - 궁수, 바바리안
- 각 스테이지별 포로
  - 1-1 - 글로우 나이트
  - 1-2 - 바르바
  - 1-5 - 발키리
  - 1-6 - 머드 퍼피, 파이어 나이트
  - 1-8 - 교수

### 스테이지2
중세 시대로서 여기서부터는 기본 무기로 2대 이상 때려야 죽는 적들이 등장한다.
- 보스 - 거인 기사, 보스 스테이지 중에서 유일하게 EXIT지점이 있다.
- 일반몬스터 - 궁수, 기사, 바바리안, 마법사(순간이동 가능), 슬레임
- 각 스테이지별 포로
  - 2-1 - 루비
  - 2-3 - 자에몬
  - 2-5 - 워터나이트, 맘
  - 2-6 - 머드 퍼피, 가스콘, 마르스
  - 2-7 - 장군
  - 2-8 - 고우

### 스테이지3
여기까지 도달하는 동안 한 명도 죽지 않고 모든 포로를 구출할 경우 모든 종류의 군인을 얻을 수 있다.
- 보스 - 야차 2마리
- 일반몬스터 - 애벌레, 조총 사격수, 폭탄 투척수
- 각 스테이지별 포로
  - 3-1 - 바르바
  - 3-2 - 마르스
  - 3-4 - 사이버
  - 3-6 - 키드
  - 3-7 - 맘
  - 3-9 - 하니

### 스테이지4
아케이드판은 없고, 메가드라이브판 EASY모드에서는 생략되는 스테이지이다.
- 보스 - 중전차
- 일반 몬스터 - 소총수, 수류탄 투척수, 불량배
- 각 스테이지별 포로
  - 4-2 - 자에몬
  - 4-3 - 루비
  - 4-4 - 파이어 나이트, 워터 나이트, 글로우 나이트
  - 4-6 - 발키리
  - 4-9 - 루비, 교수

### 스테이지5
포로가 없는 스테이지이다.
- 보스 - 대형 로봇
- 중간보스 - 경전차
- 일반몬스터 - 중형 로봇, 위장 터렛, 건 볼
- 포로가 없는 유일한 스테이지이다.

## 난이도
아케이드 버전 플레이스테이션 2 이식 버전에서는 4스테이지 메가드라이브판(한국은 슈퍼겜보이,슈퍼알라딘보이 유럽 제네시스)에는 3스테이지가 4스테이지까지 분할되어 5스테이지까지 존재한다.
아케이드판에는 일부 버그로 인해 4스테이지 8라운드에서 적을 모두 죽일 수 없는 경우가 발생하기도 한다. (플레이스테이션 2 이식버전에서는 이 옵션마저 활성/비활성 할 수 있다.) 또한 1-3 스테이지와 같이 게릴라식으로 화면에 나왔다 사라진 적을 특정 캐릭터의 무기로 적의 사라진 방향에 공격하면 무한으로 점수를 획득할 수 있는 방법도 있다.
플레이스테이션 2 이식버전의 경우 엑스트라 모드가 있다. 이것을 활성화하기 위해서는 반드시 노말 난이도/120초 옵션(아케이드판 공장 초기 설정 난이도) 이상의 고난이도에서 1회 올 클리어하여야 한다.
메가드라이브판은 EASY, MADIUM, HARD의 세 가지 난이도가 있으며 EASY와 MEDIUM모드는 초반에 아수라, 베티, 쟈니 이렇게 3명으로 시작해서 각 스테이지를 거치는 동안 포로를 구출해서 사용하는 방식인 반면 HARD모드는 처음에 20명의 군인들이 모두 주어지는 대신 포로 없이 플레이하는 방식이다. 또한 EASY모드에서는 스테이지4가 생략된다. 난이도가 올라간다고 해서 적이 강해지거나 구조물이 많아지는 것은 아니다.

## 등장하는 캐릭터
게인 그라운드에서 사용이 가능한 군인들이다. 이들 중 쟈니와 장군은 지휘관의 신분을, 교수는 참모의 신분을 갖고 있다. 또한 강력한 파괴력을 가진 특수무기는 기본무기로 2~3번 공격해야 죽는 적을 1번의 공격으로 죽일 수 있다.
| 사진 | 이름                                        | 사용손, 걸음속도      | 기본무기, 사정거리                  | 특수무기, 사정거리, 파괴력                                                   |
| ---- | ------------------------------------------- | --------------------- | ----------------------------------- | ---------------------------------------------------------------------------- |
|      | 아수라 (アスラ Asura)                       | 오른손잡이, 매우 빠름 | 짧은 창 던지기, 짧은 사정거리       | 짧은 창 던지기(하늘 방향), 짧은 사정거리 모든 방향 가능                      |
|      | 베티 (ベティ Beti)                          | 양손잡이, 보통        | 매그넘 권총, 짧은 사정거리(왼손)    | 수류탄, 짧은 사정거리, 강력함 북쪽으로만 가능(오른손)                        |
|      | 사이버 (サイバー Saibaa)                    | 양손잡이, 매우 느림   | 권총, 중간 사정거리 (오른손)        | 스프레드 미사일(한번에 6발 발사), 긴 사정거리, 강력함 북쪽으로만 가능 (왼손) |
|      | 파이어 나이트 (ファイアーナイト Faiaanaito) | 중앙, 보통            | 매직 미사일, 중간 사정거리          | 파이어볼, 짧은 사정거리 북쪽으로만 가능                                      |
|      | 가스콘 (ガスコン Gasucon)                   | 오른손잡이, 매우 빠름 | 짧은 창 던지기, 짧은 사정거리       | 짧은 창 던지기(하늘 방향), 짧은 사정거리 북쪽으로만 가능                     |
|      | 장군 (ジェネラル Jeneraru)                  | 양손잡이, 매우 느림   | 매그넘 권총, 중간 사정거리 (오른손) | 화염방사기, 짧은 사정거리 모든 방향 가능 (왼손)                              |
|      | 글로우 나이트 (グロウナイト Guronaito)      | 중앙, 보통            | 매직 미사일, 중간 사정거리          | 오비탈 볼(4방향) 오비탈 볼 발사시 오비탈 볼이 글로우 나이트 주변을 회전함    |
|      | 하니 (ハニー Hanii)                         | 양손잡이, 보통        | 매그넘 권총, 중간 사정거리 (왼손)   | 수류탄, 짧은 사정거리, 강력함 모든 방향 가능 (오른손)                        |
|      | 쟈니 (ジョニー Jonii)                       | 오른손잡이, 빠름      | 소총, 중간 사정거리                 | 소총, 중간 사정거리 북쪽으로만 가능                                          |
|      | 키드 (キッド Kiddo)                         | 왼손잡이, 보통        | 기관총, 중간 사정거리               | 기관총, 중간 사정거리 동쪽, 서쪽으로만 가능                                  |
|      | 코우 (コウ Kou)                             | 왼손잡이, 보통        | 기관총, 중간 사정거리               | 기관총, 중간 사정거리 북쪽으로만 가능                                        |
|      | 맘 (マム Mamu)                              | 양손잡이, 빠름        | 매그넘 권총, 중간 사정거리 (왼손)   | 부메랑, 중간 사정거리 북쪽으로만 가능 (오른손)                               |
|      | 마르스 (マース Maasu)                       | 오른손잡이, 매우 빠름 | 화살, 중간 사정거리                 | 화살(하늘 방향), 중간 사정거리 북쪽으로만 가능                               |
|      | 머드 퍼피 (マッドパピー Maddopapii)         | 양손잡이, 느림        | 매그넘 권총, 중간 사정거리 (오른손) | 레이저 캐논, 매우 긴 사정거리, 강력함 북쪽으로만 가능 (오른손)               |
|      | 교수 (教授 Kyoju)                           | 왼손잡이, 빠름        | 소총, 긴 사정거리                   | 소총, 긴 사정거리 동쪽, 서쪽으로만 가능                                      |
|      | 루비 (ロビー Robii)                         | 양손잡이, 느림        | 매그넘 권총, 중간 사정거리 (오른손) | 지대공 미사일, 매우 긴 사정거리 모든 방향 가능 (왼손)                        |
|      | 발키리 (バルキリー Barukirii)               | 양손잡이, 빠름        | 매그넘 권총, 중간 사정거리 (왼손)   | 부메랑, 중간 사정거리 모든 방향 가능 (오른손)                                |
|      | 바르발 (バーバル Baabaru)                   | 오른손잡이, 매우 빠름 | 화살, 중간 사정거리                 | 화살(하늘 방향), 중간 사정거리 모든 방향 가능                                |
|      | 워터 나이트 (ウォーターナイト Wootaanaito)  | 중앙, 보통            | 매직 미사일, 중간 사정거리          | 물폭탄, 짧은 사정거리 모든 방향 가능 (적을 기절시킴)                         |
|      | 자에몬 (ザエモン Zaemon)                    | 중앙, 보통            | 매직 미사일, 중간 사정거리          | 토네이도, 짧은 사정거리 (벽이나 바깥, 적에 닿으면 튕겨나감)                  |

## 평가
| 평론 점수 평론사 점수 세가 마스터 시스템 메가 드라이브 IGN 7.5/10 [ 1 ] MegaTech 43% [ 2 ] Raze 71% [ 3 ] 92% [ 4 ] Sega-16 10/10 [ 5 ] Sega Pro 81% [ 6 ] 89% [ 6 ] |                    |               |
| 평론 점수 |                    |               |
| 평론사 | 점수               | 점수          |
| 평론사 | 세가 마스터 시스템 | 메가 드라이브 |
| IGN |                    | 7.5/10        |
| MegaTech |                    | 43%           |
| Raze | 71%                | 92%           |
| Sega-16 |                    | 10/10         |
| Sega Pro | 81%                | 89%           |